# Juan XI de Salm-Kyrburg (1635-1688)
Juan XI de Salm-Kyrburg (en alemán: Johann XI zu Salm-Kyrburg-Mörchingen, (17 de abril de 1635-Flonheim, Renania-Palatinado, 16 de noviembre de 1688) fue Conde de Salm y del Rin de Salm-Kyrburg-Mörchingen.

## Vida
Era el único hijo de Wild y Rheingraf Otón Luis de Salm-Kyrburg-Mörchingen (1597-1634) y su esposa la condesa Ana Magdalena de Hanau-Lichtenberg (1600-1673), viuda del conde Lothar von Kriehingen († 1629), hija de El conde Juan Reinhard I de Hanau-Lichtenberg (1569-1625) y su primera esposa, la condesa Maria Elisabeth de Hohenlohe-Neuenstein-Weikersheim (1576-1605). Su madre Ana Magdalenal, se casó por tercera vez el 8 de abril de 1636, con el conde Federico Rodolfo von Fürstenberg-Stühlingen (1602-1655).
Juan XI nació después de la muerte de su padre. Con su muerte el 16 de noviembre de 1688 en Flonheim, la línea de "Salm-Kirburg-Mörchingen" desapareció. Está enterrado en la iglesia de la ciudad de Kyrn.

### Matrimonio
Juan XI se casó el 27 de diciembre de 1669 en Mörchingen con la condesa Isabel Juana del Palatinado-Veldenz (22 de febrero de 1653, Lautereken-5 de febrero de 1718, Mörchingen), hija del conde y duque palatino Leopoldo Luis del Palatinado-Veldenz (1625-1694) y su esposa, la condesa Ágata Cristina de Hanau-Lichtenberg (1632-1681). No tuvieron hijos.
Su viuda Isabel Juana del Palatinado-Veldenz, recibió como residencia vitalicia el palacio de Mörchingen y sus dependencias, así como los señoríos de Diemeringen y Helfingen en Alsacia de por vida.